# Catabena vitrina
Catabena vitrina là một loài bướm đêm trong họ Noctuidae.